# Anna Maria Šemberová de Boskovice et Černá Hora
Anna Maria Šemberová de Boskovice et Černá Hora, née en 1575 à Vienne et morte le 6 juin 1625 à Plumlov, est une noble morave.
Par son mariage avec Charles Ier, elle devient la première princesse du Liechtenstein et duchesse de Troppau et de Jägerndorf.

## Biographie
La baronne Anna Maria Šemberová de Boskovice et Černá Hora est née en 1575 à Vienne. Elle est la fille du baron Jan Šembera z Boskovic a Černohorský et de la baronne Anna Krajířové z Krajku, tous deux membres de la noblesse morave,.
En 1590, elle épouse le baron Charles von Liechtenstein, un noble morave et fils de Hartmann II, baron du Liechtenstein et de la comtesse Anna Maria d'Ortenburg. En 1608, son mari est nommé premier prince du Liechtenstein par Matthias, empereur du Saint-Empire, faisant ainsi d'elle la première princesse du Liechtenstein,. En 1613, son mari acquiert le duché de Troppau et en 1622 celui de Jägerndorf, faisant ainsi d'elle la duchesse de Troppau et la duchesse de Jägerndorf.
Le couple à cinq enfants : 
- Le prince Heinrich (mort jeune, après 1612).
- La princesse Anna Maria (1597-1638), qui épousera Maximilien, prince de Dietrichstein (1596-1655).
- La princesse Franziska Barbara (1604-1655), qui épousera Werner Wenzel de T'Serclaes Tilly (1599-1653).
- Charles-Eusèbe (1611-1684), marié à Johanna Beatrix de Dietrichstein (1626-1676).
- La princesse Anna Maria (décédée le 6 juin 1625)

Sa sœur Catherine a épousé le frère de son mari, Maximilien du Liechtenstein. Elle et sa sœur ont hérité des terres de leur père, y compris le Château de Boskovic, à sa mort en 1597, car il n'avait pas d'héritiers mâles.
Anna Maria est décédée le 6 juin 1625 et a été enterrée dans la crypte de la famille Liechtenstein de l'église de la Nativité de la Vierge Marie à Vranov.